# Erax globifer
Erax globifer là một loài ruồi trong họ Asilidae. Erax globifer được Strobl miêu tả vào năm 1906.